# Lipice (Croatie)
Pour les articles homonymes, voir Lipice.
Lipice est une localité du comitat de Lika-Senj, situé dans la municipalité de Brinje.Au recensement de 2001, le village comptait 254 habitants

## Habitants
Les habitants du Lipica.
| An   | Habitants |
| ---- | --------- |
| 1857 | 625       |
| 1869 | 815       |
| 1880 | 846       |
| 1890 | 870       |
| 1900 | 982       |
| 1910 | 1.051     |
| 1921 | 972       |
| 1948 | 1.025     |
| 1953 | 985       |
| 1961 | 898       |
| 1971 | 835       |
| 1981 | 555       |
| 1991 | 417       |
| 2001 | 254       |